# Roberto Bugallo
Roberto Bugallo ― argentino ―, ejerció la presidencia del Club Atlético All Boys desde el año 2000 hasta 2014 y la vicepresidencia de Tristán Suárez en el año 2015. 
Estuvo catorce años al frente del conjunto de Floresta y durante su gestión se llevaron a cabo varias obras institucionales y mejoras en varios deportes. A raíz de la grave crisis económica que generó los socios lograron llegar a una Asamblea Extraordinaria para destituirlo.
En el año 2015 fue vicepresidente de Tristán Suárez, club que milita en la Primera B Metropolitana.

## Presidencia de All Boys

### Comienzos
En el año 2000 que encontró All Boys en el peor descalabro económico, financiero y social de su historia, a tal punto llegó este período nefasto que ni siquiera el Club contaba con la administración de sus propios socios;pero el tiempo pasó, se procedió a transformar la quiebra en Concurso preventivo.
La situación era muy complicada porque se buscaba salir de la crisis que llevaba a la quiebra del club, la parte económica fue lo más difícil de afrontar. Aquel 25 de junio del 2000 cuando se hizo cargo, al plantel se le debía más de diez meses de sueldo, se organizaban recitales para afrontar las deudas. Con el apoyo de unos amigos que confiaron en él para poner en pie la institución que estaba casi en quiebra. A todo esto se le suma que apenas comenzado el año 2001, el club sufrió el fallecimiento de una nena en la pileta que en ese momento manejaba la empresa Megatlón ― ex Red de Clubes ―.

### Mejoras institucionales

#### Obras
Una de las obras más importantes en esta etapa es la de la remodelación del Estadio Islas Malvinas; Se construyó la Tribuna Miranda con el aporte de todos los socios del Club; posteriormente se construyó la Tribuna Horacio R. Bugallo y se realizó la instalación de la nueva iluminación del Estadio, en el momento de lograr el ascenso a Primera en el año 2010 fueron hechas muchísimas obras que permitieron que en 2 años de la vuelta a Primera todos los Clubes que participan del Torneo visiten el Estadio convirtiéndolo en ejemplo a seguir de como se tiene que organizar un espectáculo.
Además, actualmente Bugallo está a cargo del Predio de Ezeiza del club y también dos escuelas que ayudan a mejorar la educación en la Ciudad Autónoma de Buenos Aires. El Club Atlético All Boys no se detiene y piensa en el futuro, obras como las que se llevan a cabo en el Predio que fue cedido al Club en Ezeiza, donde Edesur realizó obras de bajada de una línea de media tensión para todos los predios ubicados en esa zona, marcación de calles y demás. El Predio de la calle Chivilcoy frente al Estadio donde se construirá un Jardín Materno Infantil junto a un micro estadio techado donde se podrán desarrollar múltiples actividades deportivas.

#### Logros deportivos

##### Futbolístico
Depositó su confianza en José Romero para que al maneje de nuevo al equipo; Los resultados empezaron a favorecer al primer equipo. En la temporada 2007/08 ascendió de la  Primera B Metropolitana a la Primera B Nacional, y dos años más tarde, en el 2010, ascendió a la Primera División. En el año 2011 fichó a préstamo a Ariel Ortega y en el 2013 llegó a un acuerdo con Julio César Falcioni para que se encargue al primer equipo aunque no haya cumplido las expectativas deseadas.

##### Otras secciones deportivas
El primer equipo de básquet ascendió a la "Primera División" de la Liga Metropolitana y el primer equipo de futsal alcanzó la máxima categoría del Campeonato de Futsal Argentino.

### Déficit institucional
A pesar de los logros, la deuda con los jugadores, cuerpo técnico, AFA, entre otros aumentó y salieron a la luz por varios medios. En marzo del 2012 se descubrió en el Laboratorio Nacional donde trabajaba el desvío de fondos hacia el club con una auditoría interna a raíz de nota realizada donde se le pregunta sobre el origen de los fondos, siendo conminado por el directorio a devolver el faltante de dinero de la tesorería de dicho Laboratorio para no ser incriminado ante la justicia, razón por la cual pide adelantos de fondos a la Asociación del Fútbol Argentino lo cual motivo al comienzo de las deudas al plantel profesional, cuerpo técnico, auxiliares y personal de la institución deportiva. Los hinchas y socios, no conformes con esta situación se auto convocaron para pedir la renuncia del presidente y gracias a ello lograron una asamblea informativa para conocer la deuda real que alterna los $ 68.000.000 aproximadamente.

#### Obras dejadas de lado
- Predio Ezeiza: En el 2009 se reunió la subcomisión de Obras, y trato lo referente a las construcciones en el Predio Ezeiza, dado que en Asamblea de socios, se informó también oficialmente la sesión del predio por parte del Municipio de Ezeiza. Se piensa construir en varias etapas dos canchas para futbol amateurs, dos canchas para el plantel profesional y dos canchas de recreación para uso de los socios. Tres vestuarios, quinchos, estacionamiento, pileta de e natación, tres canchas de tenis, dos confiterías y casa del cuidador. También es primordial todo lo que hace a la infraestructura necesaria como ser caminos internos, pozos de agua y sanitarios, cabe destacar que se cuenta con electricidad, pero falta gas. En una primera etapa está contemplada la construcción de las canchas de fútbol para los amateurs, profesionales y quinchos.[18] A pesar de la gestión, la comisión directiva no cumplió con los plazos establecidos en el convenio y no pagó en tiempo ni en forma a las autoridades del Municipio de Ezeiza por ende el predio no pertenece más a la institución de Floresta.[19]

- Predio Chivilcoy: La obra no era tenida en cuenta por la comisión directiva que estaba a cargo de la institución. Solamente era llevada a cabo por un grupo de hinchas y socio que se encargaban de juntar los fondos necesarios para avanzar con las obras.[20]

### Expulsión como socio del Club
Dicha expulsión se debe al incumplimiento a las obligaciones emanadas en el Artículo 17 del estatuto social y a la consideración inapropiada y fraudulenta de la Comisión Directiva sobre la cesión de derechos televisivos correspondientes al Club Atlético All Boys, firmado entre el expresidente y Eugenio Casasco y presentado ante la AFA, siendo el mismo perjudicial y nocivo para la entidad de Floresta. Como así también la emisión de cheques sin fondos emitidos durante su gestión según informe del Banco Central de la República Argentina.
La carta documento fue enviada en tiempo y forma comunicándole la decisión y solicitando su descargo, pero al haberse agotado el plazo previsto en un Artículo del estatuto social y no recibiendo descargo alguno, la Comisión Directiva le comunicó su expulsión como socio del Club Atlético All Boys.

### Distinciones de la institución durante su mandato
| Distinción                                                             | Año  |
| ---------------------------------------------------------------------- | ---- |
| Premio Alumni Dirigente Destacado                                      | 2008 |
| Premio Alumni Dirigente Destacado                                      | 2009 |
| Premio Alumni Ascenso a Primera                                        | 2010 |
| Premio Alumni Institución Destacada Por La Mejor Atención Al Visitante | 2006 |
| Premio Alumni Institución Destacada Por La Mejor Atención Al Visitante | 2008 |
| Premio Alumni Institución Destacada Por La Mejor Atención Al Visitante | 2009 |
| Premio Alumni Institución Destacada Por La Mejor Atención Al Visitante | 2012 |
| Premio Alumni Institución Destacada Por La Mejor Atención Al Visitante | 2013 |

Fuente: Círculo de Directivos y Ex Directivos del Fútbol Argentino (CIDEDFA)